# Drymobates silvicola
Drymobates silvicola är en kvalsterart som beskrevs av Grandjean 1930. Drymobates silvicola ingår i släktet Drymobates och familjen Drymobatidae. Inga underarter finns listade i Catalogue of Life.